# Богуславський район
Богусла́вський райо́н — колишній район України на півдні Київської області. Районний та адміністративний центр — місто районного значення Богуслав. Населення району становило 34 780 жителів (станом на 01 лютого 2016 р.). Площа району на момент ліквідації — 772 км². Утворений 7 березня 1923 року.
Район було ліквідовано 17 липня 2020 шляхом прийняття Постанови Верховної Ради України "Про утворення та ліквідацію районів".
У ході реформи децентралізації в Україні 2015—2020 років частина територіальних громад, що входили до Богуславського району у складі Медвинської сільської громади ввійшли до укрупненого Білоцерківського району, місто Богуслав стало центром утвореної Богуславської міської громади Обухівського району, до якої ввійшли також 25 сіл. Частину сільських населених пунктів було включено до Миронівської міської громади.

## Географія
Богуславський район був розташований на півдні Київської області та межував: на півночі з Миронівським районом, на заході — з Рокитнянським і Таращанським районами Київської області, на сході — з Корсунь-Шевченківським та Канівським, на півдні — з Лисянським районами Черкаської області.

### Рельєф
Рельєф території Богуславського району визначається його розташуванням у межах Придніпровської височини і характеризується великою різноманітністю форм. Відносно рівні ділянки на правобережжі р. Рось пов'язані, як правило, з досить невеликими за прощею вододільними плато: на Північ від с. Ісайки, між селами Бране Поле та Медвин, на південний захід район (с. Побережка). На північний захід району виділяється широка заплава р. Рось, низька лівобережна тераса та низькі схили річкової долини. Північно-західна частина лівобережжя р. Рось становить собою перехід до так званого Київського плато і вирізняється спокійнішим рельєфом. Решта території характеризується великою розчленованістю з наявністю різноманітних ерозійних форм.

### Ґрунти
Ґрунти — чорноземи опідзолені мало гумусні і темно-сірі опідзолені.

### Водойми
Протікають річки басейну Дніпра (Нехворощ, Богуславка, Фоса, Хоробра, Рось) і Південного Бугу — Боярка. У районі є 92 ставки, площа водного дзеркала яких 428 гектарів. Корисні копалини: сірі порфировидні граніти, будівельна глина та пісок, гончарна глина.

### Флора, фауна
Ліси займають площу 17361 га. Основні породи дерев — граб, дуб, ясен, сосна, клен гостролистий та ін. Домінуючим типом лісу є «Свіжа грабова діброва», яка займає близько 70 % всіх лісів.

### Пам'ятки природи
Заповідне урочище «Турчин ліс», площа якого сягає 327 гектарів.

## Історія
7 березня 1923 р. видано постанову ВУЦВК «Про адміністративно-територіальний поділ Київщини», відповідно до якої 14 повітів Київської губернії були замінені на 7 округів, а 247 волостей — на 111 районів, а іншою постановою «Про новий адміністративно-територіальний поділ України» від 12 квітня 1923 р. ВУВЦК затвердив новий поділ республіки на округи та райони. В результаті цього поділу утворився Богуславський район, який увійшов до Корсунської округи.
3 червня 1925 року постановами ВУВЦК було ліквідовано губернії в УСРР, а також розформовано деякі округи. Зокрема було розформовано і Шевченківську (Корсунську) округу, до якої входив Богуславський район, а сам район включено до складу Білоцерківської округи.
В умовах НЕПу відроджується кооперація як серед селян, так і серед ремісників. У Богуславі була організована промартіль «Ткач», а в с. Медвин у 1928 р., крім 9 сільськогосподарських, існували кредитний, садово-городний, промисловий та споживчий кооперативи.
2 вересня 1930 року ВУВЦК видав постанову «Про ліквідацію округів і перехід на двоступеневу систему управління», якою було ліквідовано Білоцерківську округу, а Богуславський район перейшов у безпосереднє підпорядкування центрального уряду УСРР.
9 лютого 1932 р. ВУВЦК ухвалив постанову «Про утворення обласних виконавчих комітетів на території УСРР», за якою було утворено 5 областей, у тому числі 27 лютого 1932 р. утворено Київську область. До складу Київської області увійшов й Богуславський район.
У 1929 р. листопадовий Пленум ЦК ВКП(б), відкинувши НЕП, проголосив курс на суцільну колективізацію, а в 1930 р. Постановою ЦК ВКП(б) закріплено перехід від політики «обмеження» куркульства до політики його ліквідації як класу. Почалося суцільне примусове розкуркулення селян і створення колгоспів. На Богуславщині також у кожному селі створили колгосп або навіть кілька. В 1931 р. для допомоги у виконанні плану заготівель Білоцерківський район посилає до Богуславського бригаду у складі 70 чоловік. Проте адміністративні методи здійснення колективізації значно знизили продуктивність всього сільськогосподарського виробництва. Як результат, в 1932 р. план хлібозаготівлі по району виконано лише на 16,8 %. Майже кожне село було занесене до «чорної дошки». Почалось примусове вилучення продовольчих запасів у кожній сім'ї. Наслідок такої державної політики — Голодомор 1932—1933 років.
Голодування у Богуславському районі та факти людожерства підтверджені в офіційних документах того часу. В доповідній наркома землеробства УСРР Олександра Одинцова секретареві ЦК КП(б)У Станіславу Косіору про голод в Київській області 14 березня 1933 р. говориться, що «По Богуславському району голодает 1931 хозяйство». А у зверненні керівників Київського облвиконкому до Голови Ради Народних Комісарів УСРР Власа Чубаря з проханням надати продовольчу допомогу у зв'язку з голодом і в довідкових матеріалах з цього приводу вказуються окремі населені пункти Богуславського району, де населення голодує (Синиця, Чайки, Вільхівка, Красногородка, Медвин, Ісайки, Саварка, Мисайлівка), а також наводяться факти людожерства.
У результаті дослідницької роботи, проведеної на території району в 1993 та 2008 рр., встановлено, що від голодомору на Богуславщині померло 5357 осіб, в тому числі 1410 дітей.
З липня 1941 р. Богуславський район був окупований німецько-фашистськими загарбниками. В лютому 1944 р. район визволено.
30 грудня 1962 р. Указом Президії Верховної Ради УРСР «Про укрупнення сільських районів Української РСР» на території Київської області ліквідовано 19 районів, у тому числі й Богуславський, який увійшов до складу Таращанського району.
4 січня 1965 року Указом Президії Верховної Ради УРСР «Про внесення змін до адміністративного районування Української РСР», відбулося разукрупнення сільських районів і у складі Київської області утворено 7 районів, а саме Таращанський район ліквідовано, а територію колишнього Богуславського району приєднано до Миронівського району.
8 грудня 1966 р. видано Указ Президії Верховної Ради УРСР «Про утворення нових районів Української РСР», відповідно до якого у складі Київської області були утворені ще 5 районів, у тому числі й Богуславський район.
У вересні 1991 р. над приміщенням райвиконкому та міської Ради піднято прапор незалежної України.
19 липня 2020 року район було ліквідовано внаслідок адміністративно-територіальної реформи.

## Адміністративний устрій
Адміністративно-територіально район поділяється на 1 міську раду та 21 сільську раду, які об'єднують 41 населений пункт і підпорядковані Богуславській районній раді. Адміністративний центр — місто Богуслав.

## Політика
25 травня 2014 року відбулися Президентські вибори України. У межах Богуславського району були створені 43 виборчі дільниці. Явка на виборах складала — 70,90 % (проголосували 20 513 із 28 932 виборців). Найбільшу кількість голосів отримав Петро Порошенко — 49,91 % (10 239 виборців); Юлія Тимошенко — 20,37 % (4 179 виборців), Олег Ляшко — 12,12 % (2 487 виборців), Анатолій Гриценко — 7,00 % (1 435 виборців). Решта кандидатів набрали меншу кількість голосів. Кількість недійсних або зіпсованих бюлетенів — 0,80 %.

## Інфраструктура

### Економіка
Богуславський район — є аграрно-промисловим, тобто підприємства сільського господарства спеціалізуються на вирощуванні зернових культур, цукрового буряка та тваринництві, а серед галузей промисловості розвинуті легка та переробна.
На території району працює дев'ять промислових підприємств, а також функціонують:
- ДП «Богуславське лісове господарство».
- підприємства легкої промисловості — ТзОВ «Богуславський текстиль», ТзОВ «Бавовняно-прядильна фабрика» та ТзОВ «ЮТА-стиль», що були створені на базі колишньої фабрики «Богуславка» ВАТ «Укрхудожпром».

### Освітні заклади
У Богуславському районі функціонує:
18 дошкільних навчальних закладів:
* 12 в складів НВК
*4  в м. Богуслав
* 2 в с. Розкопанці та с. Медвин
17 загальноосвітніх навчальних закладів (ЗНЗ), з них:
9 загальноосвітніх навчальних закладів І-ІІІ ступенів:
• 1 спеціалізована школа з поглибленим вивченням окремих предметів — Богуславська СШ № 1
• 3 загальноосвітні школи — Богуславська ЗОШ № 2 та ЗОШ № 3, Медвинська ЗОШ
• 4 навчально-виховних комплексів «Загальноосвітня школа І-ІІІ ступенів — дитячий садок»- Дибинецький, Ісайківський, Побережківський, Саварський
• 1 опорна школа з філією — Іванівський НВК та Вільхівецька філія
7 загальноосвітніх навчальних закладів І-ІІ ступенів, з них:
• 1 загальноосвітня школа — Розкопанецька;
• 6 навчально-виховних комплексів «Загальноосвітня школа І-ІІ ступенів — дитячий садок»- Бранепільський, Киданівський, Мисайлівський, Тептіївський, Хохітвянський, Шупиківський
1 навчально-виховний комплекс «Загальноосвітня школа І- ступеня — дитячий садок» — Біївецький
- два професійних училища;
- Богуславське вище професійне училище сфери послуг;
- Центр професійно-технічної освіти № 1;
- церковні (недільні) школи — при Свято-Троїцькому храмі (м. Богуслав), Свято-Преображенському храм (с. Мисайлівка), храмі Святого Миколая Чудотворця (с. Чайки).

Вищі навчальні заклади:
- Богуславський гуманітарний коледж ім. І. С. Нечуя-Левицького;
- Богуславське відділення міжрегіональної академії управління персоналом (МАУП), яке навчає майбутніх спеціалістів по двох напрямках — юридичному та економічному.

2 позашкільні заклади: Центр дитячої та юнацької творчості
Дитячо — юнацька спортивна школа

### Медицина
В районі діє 36 медичних закладів, в тому числі:
- Богуславська центральна районна лікарня;
- Медвинська дільнича лікарня;
- Медична амбулаторія загальної практики сімейної медицини (с. Побережка, Іванівка, Хохітва)
- Дибинецька медична амбулаторія.

### Виробництво, торгівля
В Богуславському районі діє декілька виробничих підприємств, які займаються випуском різнопрофільної продукції, зокрема:
- харчові продукти — ЗАТ «Богуславський маслозавод», ВАТ «Богуславський завод продтоварів», ВАТ «Богуславський консервний завод», ДП «Дослідний хлібзавод. Цех № 2», АТ «Київхліб».
- промислове обладнання — ВАТ "Завод «Муліт».
- текстиль — ВАТ «Богуславська суконна фабрика».
- добування природних копалин — ВАТ «Богуславський кар'єр», ТОВ ВП «Богуславський гранкар'єр».
- виробництво будматеріалів — цегельні заводи ТзОВ «Богуславкерамік» (м. Богуслав) та ТзОВ «Дибинецький цегельний завод» (с. Дибинці)
- будівництво — філія «Богуславське РайДУ», МБО «Агробуд».

Торговельні компанії в районі відсутні, проте, кількість підприємств торгівлі та громадського харчування складає 259 одиниць.
В районі також діють два сільськогосподарських підприємства — в с. Медвин, та с. Біївці.

### Транспортне сполучення
Основним магістральним шляхом, який проходить через Богуславщину є автошлях Київ-Черкаси-Дніпро, протяжність якого становитиме 394,1 км. Загальна довжина автошляхів району становить 277,9 км, з них: територіальні — 45,2 км, районні — 127,7 км, сільські — 105 км.
Постійним автобусним сполученням охоплені всі населенні пункти Богуславського району. Перевезення пасажирів району здійснюють автобуси ВАТ «АТП 13249» та приватних перевізників. Взагалом перевезенням пасажирів здійснюється 29-ма автобусними маршрутами, з яких: 1 — міський, 18 — приміських та 10 — міжміських. Загальна протяжність автотранспортної мережі району становить 952 км.
Щодо залізничного сполучення, то на території району є «тупикова» залізнична станція Південно-Західної залізниці, яка використовується лише для вантажних перевезень. Протяжність колії становить 17 км.

### Зв'язок
Телекомунікаційні системи в районі представлені Центром електрозв'язку № 11 (надання послуг телефонного зв'язку, послуг із доступа до мережі Інтернет і т. д.), до складу якого входять 20 сільських та одна міська АТС, а також діють мережі мобільного зв'язку операторів «Київстар», «Лайф», МТС.
Також в районі діють телерадіостудія «Богуслав» та оператор кабельного телебачення «Богуслав».

### Газопостачання
По території району проходять два трубопроводи газової магістралі «Уренгой-Помари-Ужгород» загальною протяжністю 28 км. Від основної магістралі йдуть відводи на Миронівку — 4,5 км, Вільховець, Медвин — 2,9 км. Власником цих газопроводів є ПАТ «Укртрансгаз», а обслуговує газопровід газокомпресорна станція ГКС-35 «Ставищенська».

### Електроенергія
Лінії електромереж в районі обслуговує Богуславська дільниця Миронівського району електричних мереж № 1.

### Водовідвід, каналізація
Водопровідні та каналізаційні мережі району обслуговуються підприємством житлово-комунального господарства КП КОР «Богуславтепловодопостачання». Вказаними послугами охоплено 4700 абонентів.

## Населення
Розподіл населення за віком та статтю (2001):
| Стать | Всього | До 15 років | 15-24 | 25-44 | 45-64 | 65-85 | Понад 85 |
| --- | ------ | ----------- | ----- | ----- | ----- | ----- | -------- |
| Чоловіки | 18 174 | 3454        | 2373  | 5327  | 4688  | 2236  | 96       |
| Жінки | 22 399 | 3162        | 2797  | 5343  | 5820  | 4785  | 492      |
| \| Статево-вікова піраміда \| Статево-вікова піраміда \| Статево-вікова піраміда \| \| ----------------------- \| ----------------------- \| ----------------------- \| \| Чоловіки \| Вік \| Жінки \| \| 96 \| 85 + \| 492 \| \| 171 \| 80-84 \| 612 \| \| 509 \| 75-79 \| 1269 \| \| 784 \| 70-74 \| 1622 \| \| 772 \| 65-69 \| 1282 \| \| 1428 \| 60-64 \| 2026 \| \| 945 \| 55-59 \| 1133 \| \| 1155 \| 50-54 \| 1379 \| \| 1160 \| 45-49 \| 1282 \| \| 1406 \| 40-44 \| 1382 \| \| 1356 \| 35-39 \| 1359 \| \| 1262 \| 30-34 \| 1281 \| \| 1303 \| 25-29 \| 1321 \| \| 1060 \| 20-24 \| 1110 \| \| 1313 \| 15-20 \| 1687 \| \| 1408 \| 10-14 \| 1264 \| \| 1151 \| 5-9 \| 1104 \| \| 895 \| 0-4 \| 794 \| |        |             |       |       |       |       |          |
| Статево-вікова піраміда |        |             |       |       |       |       |          |
| Чоловіки | Вік    | Жінки       |       |       |       |       |          |
| 96 | 85 +   | 492         |       |       |       |       |          |
| 171 | 80-84  | 612         |       |       |       |       |          |
| 509 | 75-79  | 1269        |       |       |       |       |          |
| 784 | 70-74  | 1622        |       |       |       |       |          |
| 772 | 65-69  | 1282        |       |       |       |       |          |
| 1428 | 60-64  | 2026        |       |       |       |       |          |
| 945 | 55-59  | 1133        |       |       |       |       |          |
| 1155 | 50-54  | 1379        |       |       |       |       |          |
| 1160 | 45-49  | 1282        |       |       |       |       |          |
| 1406 | 40-44  | 1382        |       |       |       |       |          |
| 1356 | 35-39  | 1359        |       |       |       |       |          |
| 1262 | 30-34  | 1281        |       |       |       |       |          |
| 1303 | 25-29  | 1321        |       |       |       |       |          |
| 1060 | 20-24  | 1110        |       |       |       |       |          |
| 1313 | 15-20  | 1687        |       |       |       |       |          |
| 1408 | 10-14  | 1264        |       |       |       |       |          |
| 1151 | 5-9    | 1104        |       |       |       |       |          |
| 895 | 0-4    | 794         |       |       |       |       |          |

Національний склад населення за даними перепису 2001 року:
| Національність | Кількість осіб | Відсоток |
| -------------- | -------------- | -------- |
| українці       | 39365          | 97,02 %  |
| росіяни        | 970            | 2,39 %   |
| білоруси       | 75             | 0,18 %   |
| євреї          | 35             | 0,09 %   |
| молдовани      | 22             | 0,05 %   |
| інші           | 108            | 0,27 %   |

Мовний склад населення за даними перепису 2001 року:
| Мова       | Кількість осіб | Відсоток |
| ---------- | -------------- | -------- |
| українська | 39601          | 97,60 %  |
| російська  | 899            | 2,22 %   |
| білоруська | 25             | 0,06 %   |
| інші       | 50             | 0,12 %   |

## Культурне життя
В районі діють:
- 33 клубні установи.
- Бібліотечна система складається з 33 одиниць, яка є однією з найкращих у Київській області. Двічі занесена до довідника найкращих бібліотек Європи.
- школа мистецтв, у якій працюють відділення хореографії, образотворчого мистецтва, різних музичних інструментів.
- музична школа в с. Медвин.
- музей історії Богуславщини та два його філіали.
- 11 музеїв на громадських засадах.
- хорова капела ім. О. Кошиця гуманітарного коледжу ім. І. С. Нечуя-Левицького та гурт «Ісайківські козаки» — відомі далеко за межами району.

На території району знаходяться три бази відпочинку київських підприємств:
- база відпочинку «Сонячний бір», «Джерела» (с. Дибинці).
- дитячий оздоровчий заклад санаторного типу «Чайка» (с. Чайки).

## Спорт
Володарі кубку району з футболу на приз газети «Вісті Богуславщини» («Нові рубежі»):
1967 — колгосп ім. Леніна (с. Мисайлівка);
1968 — колгосп «Україна» (с. Хохітва);
1969 — колгосп ім. 1-го Травня (с. Саварка);
1970 — АТП-09032 (м. Богуслав);
1971,1972 — БСФ ім. 1-го Травня (м. Богуслав);
1973 — колгосп ім. 1-го Травня (с. Саварка);
1974 — БСФ ім. 1-го Травня (м. Богуслав);
1975,1976 — Сільгосптехніка (м. Богуслав);
1977,1978 — АТП-09032 (м. Богуслав);
1979—1981 — Міжколгоспбуд (м. Богуслав);
1982—1985 — БСФ ім. 1-го Травня (м. Богуслав);
1986 — СПТУ № 7 (м. Богуслав);
1987 — завод «Муліт» (м. Богуслав);
1988 — СПТУ № 7 (м. Богуслав);
1989 — завод «Муліт» (м. Богуслав);
1990 — БСФ ім. 1-го Травня (м. Богуслав);
1991 — завод «Муліт» (м. Богуслав);
1992 — МБО «Агробуд» (м. Богуслав);
1993 — с. Мисайлівка;
1994—1996 — «Динамо» (м. Богуслав);
1997 — с. Побережка;
1998 — ДОЗ «Чайка» (с. Чайки);
1999 — с. Хохітва;
2000 — завод «Муліт» (м. Богуслав);
2001 — с. Владиславка;
2002 — с. Побережка;
2003 — «Афганець» (м. Богуслав);
2004—2006 — Гуманітарний коледж (м. Богуслав);
2007 — ФК «Київська Русь» (м. Богуслав);
2008 — Гуманітарний коледж (м. Богуслав);
2009 — «Інтер» (м. Тараща);
2010—2011 — «Агро — Богуславщина» (с. Мисайлівка).

## Історичні пам'ятки

### Сакральні споруди
- Свято-Троїцька церква (1861 р., м. Богуслав).
- Воскресенська церква (1800 р., с. Бородані).
- Успенська церква (сер. ХІХ ст, с. Вільховець)
- Церква св. Івана Богослова (ХІХ ст., с. Розкопанці).

### Пам'ятки архітектури
- Будинок фабриканта Покраса (1897 р., м. Богуслав).
- Богуславська кам'яниця — хедер (1726 р., м. Богуслав).
- Будинок садибного типу (поч. ХХ ст., с. Хохітва).

## Персоналії
- Володимир Денисенко — український кінорежисер, сценарист. Народився в с. Медвин.
- Архип Люлька — український радянський конструктор авіаційних двигунів, член-кореспондент АН СРСР, академік АН СРСР. Народився в с. Саварка.
- Леонід Пахаревський — український письменник, перекладач, актор, режисер. Випускник Музично-драматичної школи М. Лисенка. Народився в с. Щербашинці.
- Петро Юрченко — український архітектор і мистецтвознавець. Народився в с. Медвин.
- Ніна Півторацька — українська поетеса. Народилася в с. Тептіївка.